# Nordmannia alineata
Nordmannia alineata är en fjärilsart som beskrevs av Rostagno 1905. Nordmannia alineata ingår i släktet Nordmannia och familjen juvelvingar. Inga underarter finns listade i Catalogue of Life.